# Логотип Петербургского метрополитена

Современный вариант логотипа с 1992 года, — после того, как Петербургский метрополитен из подчинения Министерству путей сообщения перешёл в администрацию города вследствие распада СССР

Логотипом Петербургского метрополитена является приплюснутая буква  русского алфавита синего цвета со скруглёнными боками.

## История
С момента открытия в 1955 году и до 1992 года логотип Петербургского метрополитена отличался от логотипов первого в бывшем СССР и России — Московского и третьего в СССР — Киевского метрополитенов только цветом: в московском логотип был красного цвета, в ленинградском — синего, в киевском — зелёного с общим элементом в виде буквы «М» с заострёнными углами. Однако после выхода метрополитенов из Министерства путей сообщения и передачи их в мэрию города, уже в Петербурге встал вопрос о создании собственного уникального логотипа, который был бы везде узнаваем и легко отличим. За разработку взялся ленинградский филиал института научно-технической эстетики (ВНИИТЕ).

## Изображение
Дизайнерами института научно-технической эстетики (ВНИИТЕ) Аскольдом Кузьминским и  Михаилом Ивашиным в течение полугода была создана эмблема, отражающая особенности Петербургского метрополитена: полукруглые изгибы «ног» «М» отсылают к форме тоннелей, а острый угол между ними символизирует эскалаторы самого глубокого метрополитена в мире. Получившийся результат оценивали эксперты, художники и психологи.

## Критика
Логотип Петербургского метрополитена раскритиковал дизайнер Артемий Лебедев.

## Признание
Логотип 29 ноября 2021 года был внесён Роспатентом в список общеизвестных товарных знаков, чего Петербургский метрополитен добивался с 2017 года.

### Комментарии
1. ↑  Принадлежит целиком правительству Санкт-Петербурга, несмотря на расположение станции «Девяткино» в Ленинградской области (г. Мурино). Расположенная в Московской области (г. Красногорск) станция «Мякинино» не принадлежит ГУП «Московский метрополитен» (также не находясь в подчинении у правительства Москвы), являясь первым в России проектом, финансировавшимся правительством Московской области и частными капиталовложениями — компанией Crocus Group Араза Агаларова[1][2][3]
2. ↑  Однако сам по себе термин «станция глубокого заложения» означает не величину глубины станции[7], а закрытый способ строительства[8]: так, например, глубина станций «Охотный Ряд» и «Кунцевская» Московского метрополитена, сооружённых закрытым и открытым способом, составляет 15 и 37,6 м соответственно[9][10]; самой глубокой станцией в мире с 6 ноября 1960 года — открытия первой очереди Киевского метрополитена по 2022 год была станция «Арсенальная» — 105,5 м[11], после чего этот статус отошёл станции «Хунъяньцунь» Чунцинского метрополитена — 116 м[12][13][14][15][16], однако, в отличие от самой глубокой в СНГ «Адмиралтейской»[17] (86 м[18]) Петербургского метрополитена, глубина «Арсенальной» обусловлена не заложением станции, а возвышенностью местности[19]